# PE Gazdálkodási Kar Zalaegerszeg
A PE Gazdálkodási Kar Zalaegerszeg (rövidítve: PE GKZ, teljes nevén: Pannon Egyetem Gazdálkodási Kar Zalaegerszeg) a Pannon Egyetem egyik kara. Zalaegerszegen, a Gasparich Márk utca 18/a alatt működik, a megyeszékhely legnagyobb hallgatói létszámú, több tudományágban is képző felsőoktatási tagintézménye. 2011. január 27-én lett önálló kar, a BGF Pénzügyi és Számviteli Kar Zalaegerszegi Intézetének jogutódjaként.

## Története
Az 1970-es években fellendülő gazdasági élet követelte meg a felsőfokú gazdasági-pénzügyi szakemberképzés bázisainak létrehozását Magyarországon. A fővárosban megalakuló főiskolák és egyetemek mellett igény volt egy felsőszintű dunántúli oktatóhely indítására is. A budapesti Pénzügyi és Számviteli Főiskola akkori igazgatója, Tétényi Zoltán kezdeményezésére vidéki székhelyeket hoztak létre. A tagintézmények (kezdetben kihelyezett tagozatok, később intézetek) közül a zalaegerszegi 1971 szeptember 6-án, a salgótarjáni pedig 1972-ben kezdte meg működését. A dr. Tóth Endre igazgatása alatt induló kihelyezett tagozat a zalai megyeszékhely első fontos felsőoktatási intézménye lett, elhelyezését a Notre Dame női szerzetesrend államosított oktatási épületében (az ún. "zárdában") valósították meg. A Pénzügyi és Számviteli Főiskola Zalaegerszegi Tagozata a főiskola szervezeti rendszerének korszerűsítése keretében 1980.09.01-től intézetté alakult át.
Az intézmény oktatáspolitikai jelentőségét mutatja, hogy míg az 1971/72-es tanévben csupán egy szak (mezőgazdasági) indult 39 fővel, addig a '90-es évek derekára már csak nappali tagozaton 5 szakirány mintegy 900 hallgatója vett részt. Az oktatási épület reprivatizációjával új helyet kellett keresni az intézet számára: a választás a volt Petőfi laktanya létesítményeire esett, melyeket oktatási célra alakítottak át és 2000-ben vehették birtokba a hallgatók. Ugyanebben az évben az anyaintézmény Pénzügyi és Számviteli Főiskola integrálódott a három budapesti főiskola összevonásával létrehozott Budapesti Gazdasági Főiskolába, így 2000. január 1-jén a zalaegerszegi intézmény is a BGF nevét vette fel.
A hallgatói létszám 2000-2003 között tetőzött: évente 500-600 hallgató szerzett diplomát. A létszám további bővülése 2004 után megtorpant, majd csökkenni kezdett. A visszaesés okai szerteágazóak: egyrészt demográfiai csökkenés következett be a beiskolázható korosztályban, másrészt az intézmény kurrens, piacképes képzéseit a Dunántúl többi felsőoktatási intézménye is indítani kezdte, miáltal fokozódott a jelentkezők területi eloszlása az intézményrendszerben. Dr. Tóth József intézetigazgató lerakta a csökkenés megállításának alapjait: megerősítette a helyi társadalmi partnerséget (pl. Zalaegerszeg és a megye támogatásának megnyerése révén), törekedett az intézmény státusának megerősítésére (kari akkreditációs program), továbbá a képzési paletta kibővítésére az alapképzések és a felsőfokú szakképzések terén. A 2010-ben újra elindított karrá válási kérelem már új irányítás alatt, Dr. habil Solt Katalin vezetésével került benyújtásra. A kérelem pozitív elbírálást nyert, így az intézmény fennállásának 40 éves jubileumán egyúttal a kari státusz elnyerésére is sor került.
Az intézet karrá válása 2011. január 20-ától (Gazdálkodási Kar Zalaegerszeg néven) új perspektívát kínált a zalaegerszegi felsőoktatás hosszú távú megőrzésére és megerősítésre, kielégítve a valós területfejlesztési igényeket, fékezheti a vidék és a nagy régióközpontok közötti oktatási - és részben, ennek révén is kialakult társadalmi-gazdasági - egyenlőtlenségeket.
Az intézmény elhelyezése, "oktatási városrész" (kampusz) jellege lehetőséget teremt a nyugodt és hatékony tanulás és kutatás megvalósítására, újabb képzési formák, szakok meghonosítására, befogadására. Az informatikai infrastruktúra megújításával a 2010 őszén átadott Információtechnológiai és Gazdasági Információs Tudásközpont (röviden: Infocentrum) kiváló hátteret biztosít a szakmai információk szolgáltatása, az információtechnológiával támogatott, abba beágyazott oktatás, ismeretszerzés és a tudásmegosztás számára. 2012-ben és 2014-ben a Karon került megrendezésre a Fiatal Közgazdászok Országos Találkozója a Magyar Közgazdasági Társaság szervezésében.
2014 januárjától Dr. habil Solt Katalin a Budapesti Gazdasági Főiskola tudományos rektorhelyettese lett, dékánként Dr. Halász Imre főiskolai tanár követte, majd 2015. március 1-jétől öt hónapra Prof. Dr. habil Bencsik Andrea vett át a kar vezetését. 2016. január 1-jén az anyaintézmény egyetemi rangot nyert, így a kar neve is ehhez igazodott: Budapesti Gazdasági Egyetem Gazdálkodási Kar Zalaegerszeg lett. 2018. márciusától 2020 nyaráig Dr. Gubán Miklós főiskolai tanár töltötte be a dékáni pozíciót, vezetése alatt új lendületet kapott a nemzetközi tudományos és szakmai együttműködés, valamint az Erasmus+ program. Közel egymilliárd forintos beruházás révén 2019. október 11-én ünnepélyesen átadták az Innovációs és Tudásközpontot - a barnamezős létesítményfejlesztés a versenyképes tudáshoz való hozzáférést biztosítja az érintettek számára, hozzájárulva ezzel a munkaerő-piaci relevancia növekedéséhez.
2020. április 6-án két országgyűlési képviselő, Ovádi Péter (Fidesz) és Vigh László (Fidesz) egy nagyobb törvénymódosító indítványhoz csatlakozva javaslatot nyújtott be arra vonatkozóan, hogy a GKZ-t a BGE-től a Pannon Egyetemhez csatolják át. Az indoklás szerint - mivel a Pannon Egyetemtől a Georgikon Kart a Szent István Egyetemhez csatolják át - "A módosítás célja, hogy a Pannon Egyetem továbbra is meghatározó egyetem maradhasson és a hallgatói létszám ne csökkenjen." A törvénymódosító indítványt az országgyűlés 2020. május 19-én megszavazta, így 2020. július 31-től kari önállósága megőrzése mellett a zalaegerszegi campus beolvadt a Pannon Egyetem szervezetébe.
A kar vezetőjévé Dr. Német István stratégiai rektorhelyettest nevezték ki. A Pannon Egyetem 2020. július 15-én Zalaegerszegen tartott sajtótájékoztatója keretében Dr. Gelencsér András nyilatkozata szerint „a hamarosan megalakuló Zalaegerszegi Egyetemi Központ a megyeszékhely kutatási-fejlesztési potenciáljához igazítva bővíti képzési kínálatát, így a jövőben még felkészültebben tudja támogatni a régió innovációs és gazdasági fejlődését.”
2021. márciusában létrejött a Pannon Egyetem Zalaegerszegi Egyetemi Központ (PE ZEK), mely "több képzési- és tudományterületet, vagy több kart érintő oktatási és kutatási tevékenység összehangolására, gazdálkodási felelősséggel felruházott, átfogó szervezeti egység". A Kar ettől kezdve ennek keretében folytatja tevékenységét oly módon, hogy a továbbiakban csak az akadémiai szférához tartozó dolgozók (a tanszékek oktatói és a kari vezetés) tartoznak a személyi állományába a dékán irányításával, míg a tevékenységét támogató egységek, szakterületek (gazdasági, műszaki, tanulmányi, kollégiumi és könyvtári) munkatársai a Zalaegerszegi Egyetemi Központ részeként szolgálják a kampusz működését a központ főigazgatójának vezetésével. 2021.11.01-től a dékáni feladatok ellátásával Dr. Palányi Ildikó PhD tanszékvezető egyetemi docenst bízták meg.
A Kar 2021-ben lett 50 éves (legkorábbi jogelődje, a Pénzügyi és Számviteli Főiskola Zalaegerszegi Kihelyezett Tagozata 1971-ben kezdte működését), fennállásának fél évszázados évfordulóját a Covid19-járvánnyal összefüggő halasztások miatt 2022 július 13-15. között ünnepelte meg. A rendezvénysorozatot megkoronázó ünnepélyen beszédet mondott Dr. Navracsics Tibor miniszter (Területfejlesztési Minisztérium), valamint Dr. Palkovics László miniszter (Technológiai és Ipari Minisztérium) is. Az ünnepély keretében Dr. Tóth Endre, az intézmény első igazgatója átvehette a Pannon Egyetem Pro Universitas Pannonica nagy ezüst fokozatát.

## Szakok

### Alapképzések (BA/BSc)
- gazdálkodási és menedzsment alapképzési szak (2022-ben a PE Gazdaságtudományi Kar hirdette meg)
- gazdaságinformatikus alapképzési szak (2021-től a PE Műszaki Informatikai Kar keretében folyik a képzés a zalaegerszegi kampuszon)
- pénzügy és számvitel alapképzési szak (2022-ben a PE Gazdaságtudományi Kar hirdette meg)

### Felsőoktatási szakképzések
- gazdálkodási és menedzsment felsőoktatási szakképzés (2022-ben a PE Gazdaságtudományi Kar hirdette meg)
- gazdaságinformatikus felsőoktatási szakképzés (2021-től a PE Műszaki Informatikai Kar keretében folyik a képzés a zalaegerszegi kampuszon)
- pénzügy és számvitel felsőoktatási szakképzés (2022-ben a PE Gazdaságtudományi Kar hirdette meg)

### Mesterképzések
- pénzügy (levelező munkarend)

### Másoddiploma - szakirányú továbbképzések
- controlling szakközgazdász
- business coach